# Carl Frederik Grove
Carl Frederik Grove, född 26 december 1822 i Köpenhamn, död 26 januari 1883, var en dansk ingenjör.
Grove, som var son till kaptenen i søetaten Johan Christian Grove och Wenniche Garmann, blev 1844 polyteknisk kandidat i tillämpad naturvetenskap och anställdes efter en studieresa i utlandet vid marinens segelduksväveri. Han deltog som sekondlöjtnant 1848–1849 i slesvig-holsteinska kriget och utnämndes 1852 till inspektör och ingenjör vid fyrväsendet, en befattning vilken han innehade till sin död. Under hans ledning skedde en betydande utveckling och förbättring av Danmarks fyrväsende, så att detta kom att stå på samma nivå som i andra länder. Han byggde 13 nya fyrar, av vilka de viktigaste var Hirtshals, Bovbjerg fyr, Dueodde och Nordre Røse, och ombyggde lika många äldre spegelfyrar till linsfyrar, samtidigt som han anlade nio sirenstationer. Han utvecklade dessutom en icke ringa verksamhet som vattenbyggnadsingenjör. Han var således medlem av kustsäkringskommissionen på Jylland, i vars arbeten han tog ivrig del, byggde hamnen vid Hessenæs och olika pirar på Falster samt ut- och ombyggde Bandholms hamn. Åren 1877–1882 var han medlem av Köpenhamns borgarrepresentation, där han främst deltog i hamnfrågornas behandling. År 1851 utgav han Hørrens Produktion, Fabrikation og Omsætning, en av Videnskabernes Selskab belönad prisskrift.

## Utmärkelser
- Riddare av Dannebrogorden,  1862[2]
- Dannebrogsmännens hederstecken,  1877[2]

[Redigera Wikidata]